# 公鸡座
公鸡座（拉丁语：Gallus）是一个已经被废除的星座。它是由荷兰天文学家皮特鲁斯·普兰修斯于17世纪初创建，但后来約翰·赫維留、約翰·佛蘭斯蒂德和约翰·波得出版的星图都没有接受这个星座，因而迅速被遗忘。
这个星座位于现在的船尾座。
₩